# Chevalier du Plessis
Le Chevalier du Plessis était un pirate français actif aux Antilles et dans les Caraïbes dans les années 1660, mort en 1668.

## Biographie
Il a accueilli à son bord le corsaire Moïse Vauquelin, qui venait de perdre son navire, pour faire une guerre de course, Vauquelin connaissant le pays et les lieux que les navires espagnols fréquentaient.
Le Chevalier du Plessis est tué, en 1668, en combattant un navire espagnol de 36 pièces de canons. Moïse Vauquelin est alors déclaré capitaine de son vaisseau.